# Háromfogú csiga
A háromfogú csiga (Isognomostoma isognomostomos) Magyarországon is honos, a tüdőscsigákhoz tartozó szárazföldi csigafaj.

## Külső megjelenése
Háza 6–8 mm magas, 8–12 mm széles, öt kanyarulatból áll, kerek és lapított, enyhén kúp alakú. Felülete finoman szemcsés és ritkás szőrökkel borított. Színe vörösesbarna, szaruszínű, kissé áttetsző. A ház köldöke szűk, a szájadék ajakduzzanata eltakarja. Jellegzetessége, hogy az ajakduzzanat a szájadék belső oldalán egy széles lemezszerű, a külső oldalon pedig két fogszerű nyúlványt alkot, aminek feltehetően a védekezésben, a házába visszahúzódott csiga nehezebb elérésében van szerepe. Az állat maga sötétszürke, majdnem fekete, talpa szürke.

## Elterjedése és életmódja
A háromfogú csiga Európa nagy részén megtalálható a Pireneusoktól Francia- és Németországon keresztül egészen Lettországig. Domb- és alacsony hegyvidékek lombos erdeiben 300 és 1800 m közötti tengerszint fölötti magasság lakója. Bár nagy területen elterjedt, sehol sem gyakori. Magyarországon a Bükk hegységben és a Tornai karszton, valamint a Kőszeg és Tapolca környékén található meg. Táplálékát bomló növényi anyagok és gombák teszik ki. Télen és hosszantartó szárazság idején a házába húzódik vissza és a szájadékot pergamenszerű fedővel zárja el. Körülbelül öt évig él. A többi szárazföldi csigához hasonlóan hermafrodita, petéit június végén, július elején rakja.
Magyarországon védett, természetvédelmi értéke 10 000 Ft.

## Külső hivatkozások
- Az év puhatestűje Németországban 2007 (német nyelven)